# オールズモビル・ブラバダ
ブラバダ (BRAVADA) は、GMが製造しオールズモビルブランドで販売していた自動車である。

## 概要
オールズモビルブランドでは唯一のSUVとなった。初代と2代目はGMT330プラットフォーム、3代目はGMT360プラットフォームベースである。初代と2代目はアメリカ合衆国専売であり、3代目のみがカナダでも販売された。シボレーおよびGMCの姉妹車に対して上級版に位置付けられた。

## 歴史

### 初代 (1991年 - 1994年)
1991年モデルイヤーから発売開始された。前年に出たばかりの4ドア版シボレー・S-10ブレイザーおよびGMC・S-15ジミーの上級版に位置付けられた。トラックベースのオールズモビル車は1920年代以来となる。
姉妹車とは異なり、レザーの装飾、電動装備、ボディ同色バンパー及びエクステリアトリム、そして「スマートトラック」 (Smart Trak) AWDシステムはブラバダにのみ装備されていた。このスマートトラックの心臓部はボルグワーナー4472トランスファーケースであり、通常はリア65%、フロント35%のトルク配分を行い、スリップ時に前輪のトルク配分を増やす。ABSとリモートキーレスエントリーもまた標準装備された。
4.3L V6エンジンは160 hp (119 kW) を発揮し、燃費は市街地17mpg、高速22mpg（EPA測定）であった。1992年には出力が200 hp (149 kW) に引き上げられ、燃費は市街地16mpg、高速21mpg（EPA測定）となった。
1992年モデルではインストゥルメンタルパネルが変更され、姉妹車との若干の差別化が図られた。1993年モデルではオーバーヘッドコンソールとコンパス、温度計、読書灯が追加され、ゴールドのエクステリアバッジと特別なゴールドのアルミホイールを備えたオプションのゴールドパッケージも93年に登場した。初代ブラバダは1994年まで製造された。

### 2代目 (1996年 - 2001年)
ブラバダの1995年モデルは製造されず、シボレー・ブレイザーやGMC・ジミーより遅れて1996年モデルで新型に移行した。2代目は先代よりもやや丸みを帯びたエクステリアをまとい、それ以上にインテリアデザインは突起や角の少なさをアピールした。
4.3L V6エンジンは190hp (142kW)を発揮し、燃費は市街地16mpg、高速21mpg（EPA測定）であった。
ブラバダのインテリアはシボレーやGMCの姉妹車とは異なり、革張りシート、木目調パネル、専用のセンターコンソールと革巻きシフトノブが標準装備された。昼間点灯ライトは運転席エアバッグとともに標準装備となった。
1997年モデルでは4輪ABSが標準装備となり、リアスポイラーが落とされた。
1998年モデルではフェイスリフトが行われた。新しいフロントフェイスにはオーロラで導入された新形状のオールズモビル・エンブレムが付けられた。
インテリアも一新されて、デュアルエアバッグとヒーター付きシートを備えた。電子制御のNP-136トランスファーケースを備えた「スマートトラック」システムはトラクションコントロールのように動作するようになった。通常はRWDとして作動し、ホイールのスリップを検知したときのみ「スマートトラック」によってAWDに切り替えられる。
1999年モデルではボーズサウンドシステムが追加された。同年、自動車電話として登場したオンスターシステムは、2001年にはハンズフリー電話と音声案内を備え、リアビューモニターと統合された。
2000年モデルではプラチナムエディションと呼ばれる新しい2トーンのエクステリアが登場した。

### 3代目 (2002年 - 2004年)
3代目ブラバダは2001年2月に発売開始された。GMT360モデルでは最初に登場した車種であり、V8の設定がない唯一の車種でもあった。直列6気筒エンジンを搭載した唯一のオールズモビルでもあり、そしてオールズモビル最後のニューモデルであった。また、FR車も3代目で初めて用意されたが、オールズモビルのFR車としては1992年のカスタムマスター以来となった。
姉妹車のシボレー・トレイルブレイザーやGMC・エンボイ同様、新開発の直列6気筒4.2Lエンジンを搭載した。出力は270hp (201kW)を発揮し、燃費は市街地15mpg、高速21mpg（EPA測定）であった。
2004年、オールズモビルブランドの終焉とともにブラバダの製造は終了した。最後の500台のブラバダは「Final 500」スペシャルエディションとして製造された。刺繍を施されたカスタムシート、往年のオールズモビルのロゴを模倣したエクステリアのバッジ、ダークチェリーメタリック塗装、専用のクロームアロイホイールを装備し、そしてブラバダの個別の製造番号（1番～500番まで）が刻まれたメダルが付けられた。最後の500番目のブラバダは2004年1月にラインオフした。
ブラバダのボディシェルは後継車種のビュイック・レイニア（2004-2007年）とサーブ・9-7X（2005-2009年）に引き継がれ、後者は2008年12月まで製造が続けられた。